# Callinectes arcuatus
Callinectes arcuatus  (лат.) — ракообразное семейства Portunidae. Обитает вдоль тихоокеанского побережья Центральной Америки.

## Распространение и экология
C. arcuatus встречается вдоль тихоокеанского побережья Северной и Центральной Америки от Мексики на юг. В его рацион входит рыба, моллюски, креветки и растительная пища. Время от времени в южных бухтах Калифорнии появляются популяции, которые, как считается, представляют потомков от личинок, занесённых сюда течениями; эти группы обычно вымирают в течение нескольких лет.

## Употребление в пищу
Ограниченный промысел этого вида ведется в Коста-Рике, им занимается 10—15 рыбаков в заливе Никоя. При промысле используется не более 1600 ловушек, но размер пойманных самцов в 2009 году уже уменьшался, и рынок оказался насыщенным.

## Таксономия
Callinectes arcuatus был описан в 1863 году Альбертом Ордвеем в его статье «Monograph of the genus Callinectes» с использованием материалов, собранных у Cape St. Lucas.